# Basílica de San Martín (Bingen am Rhein)

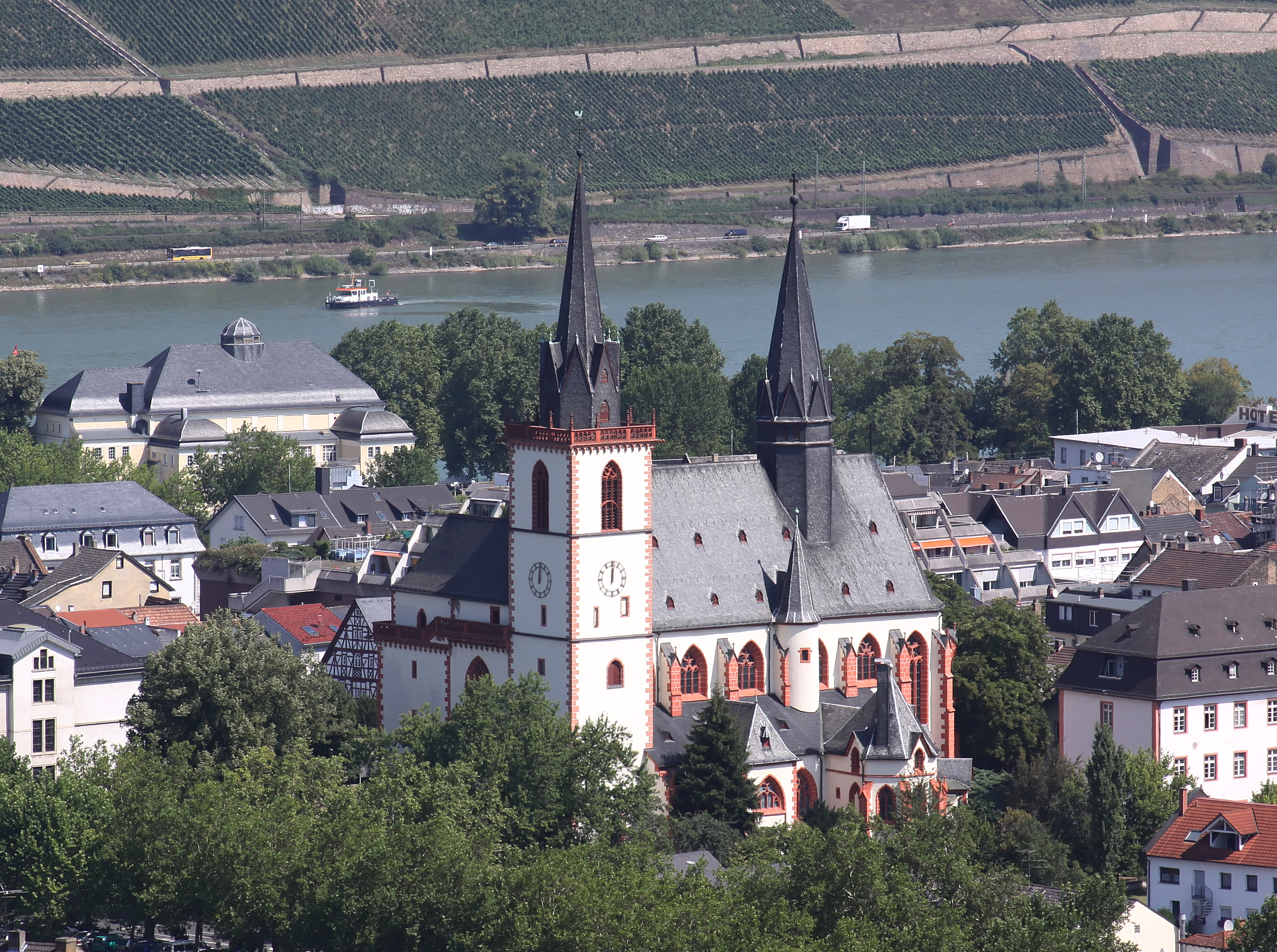
Vista lejana de la iglesia

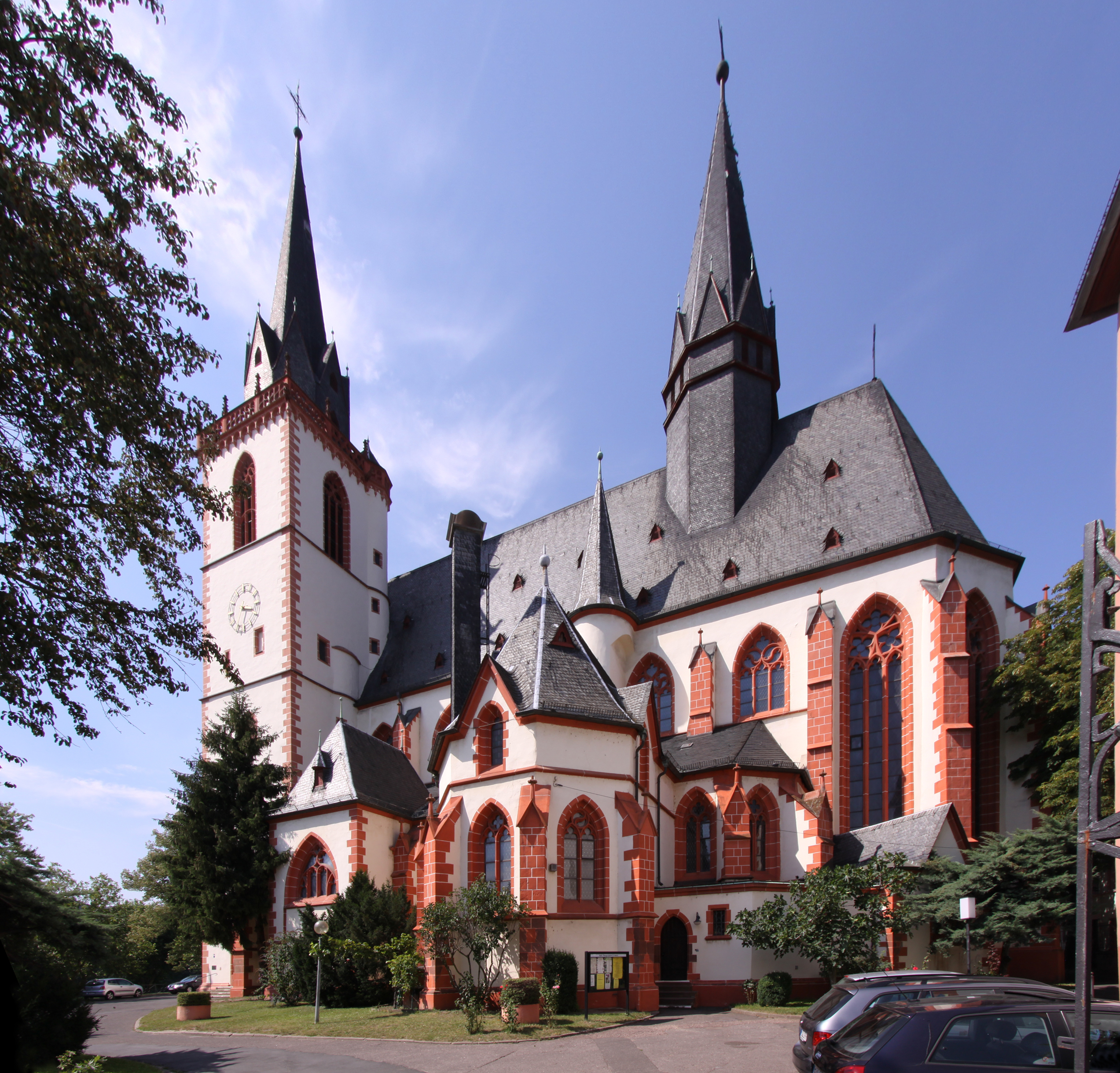
Cabecera de la iglesia

La basílica de San Martín (en alemán: Basilika Sankt Martin) es la iglesia principal de la ciudad de Bingen am Rhein, en Renania-Palatinado en Alemania.
La iglesia está situada en la orilla del río Nahe. Fue restaurada y renovada varias veces, así que es una amalgama de diferentes estilos; alrededor del año 793 se construyó la cripta, que es una de las criptas más antiguas de Austrasia.
La iglesia está dedicada a san Martín de Tours, que se representa por encima de la entrada principal y en muchos frescos y el retablo.
En 1416 la iglesia fue ampliada y remodelada de acuerdo con los dictados del estilo gótico lombardo; en 1505 se embelleció con algunas obras.
La iglesia es una basílica menor desde el 12 de marzo de 1930.

## Véase también

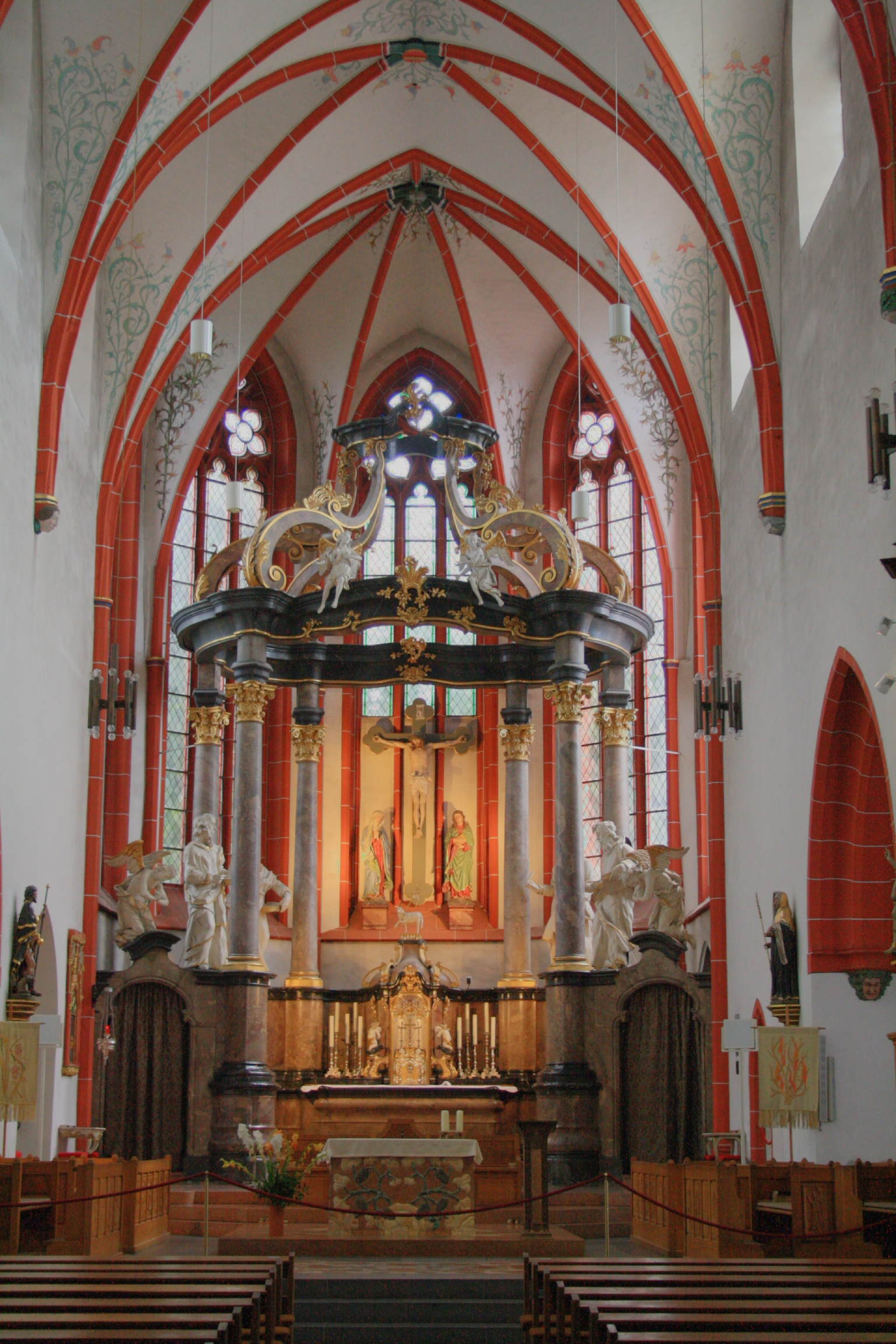
Vista interna